# Hypsibarbus salweenensis
Hypsibarbus salweenensis är en fiskart som beskrevs av Rainboth, 1996. Hypsibarbus salweenensis ingår i släktet Hypsibarbus och familjen karpfiskar. IUCN kategoriserar arten globalt som livskraftig. Inga underarter finns listade i Catalogue of Life.